# Ayenia saligna
Ayenia saligna är en malvaväxtart som beskrevs av L. J. Dorr. Ayenia saligna ingår i släktet Ayenia och familjen malvaväxter. Inga underarter finns listade i Catalogue of Life.